# G1방송
G1방송(G1放送, 영어: Gangwon No.1 Broadcasting)은 강원특별자치도 전 지역과 인근 일부 지역을 가시청권으로 하는 대한민국 SBS의 네트워크 민영 방송이다.

## 개요
2001년 12월 15일에 강원민방이라는 사명과 GTB 강원민방이라는 방송국 이름으로 개국하였으며, 1개의 송신소와 권역별 5개의 중계소를 운영하고 있다.
최대주주의 차명주식보유와 일부 직원의 인사에 관련된 문제로 2008년 JTV 전주방송과 함께 방송위원회의 TV 재허가 추천거부를 받아 2007년 12월 31일까지만 방송될 위기를 맞았으나 청문회를 통해 조건부 추천허가를 받아 2004년 경인방송과 같은 절차는 피하였으며, 2008년 2월 29일 방송통신위원회(현 과학기술정보통신부) 2008년 12월 31일까지 방송이 허가되었다. 청문 절차를 밟고 현 대표이사와 사외이사 임기가 만료된 후 차기 대표이사와 사외이사를 선임할 때부터 외부인사를 포함한 대표이사 후보 추천위원회와 사외이사 추천위원회를 구성해 운영하라는 조건이 부과됐다.
2011년 10월 10일 창립 10주년을 맞이하여 사명이 강원민방에서 G1으로 변경되었으며, 방송국 명칭이 GTB강원민방 (Gangwon Television Broadcasting)에서 G1강원민방(Gangwon No.1 Broadcasting)으로 변경되었다. 2021년 1월 4일 창립 20주년으로 글로벌 시대를 맞이하며, 사명이 G1에서 G1방송으로 변경하였다.

## 본사·지사 소재지
G1방송 (춘천본사)
- 우24210 강원특별자치도 춘천시 동면 소양강로 274

영서지사
- 우26387 강원특별자치도 원주시 만대로 200-22 블루타워 2층 203호

영동지사
- 우25515 강원특별자치도 강릉시 솔올로5번길 33, 2층

서울지사
- 우07238 서울특별시 영등포구 국회대로 800 파라곤 436호

## 연혁

### 태동기(설립기)
- 1999년 11월 16일 강원민방 설립 추진위원회 발족
- 2000년 3월 9일 강원민방 사업 허가신청서 제출
- 2000년 10월 13일 강원지역 민영방송 사업자 선정 - 방송위원회(현 방송통신심의위원회)
- 2001년 4월 10일 (주)강원민방 창립총회. 초대 대표이사 박기병 사장 취임.
- 2001년 4월 23일 (주)강원민방(GTB) 법인설립.
- 2001년 5월 21일 강원지역 민영방송(TV) 허가추천 - 방송위원회(현 방송통신심의위원회)
- 2001년 8월 13일 GTB-TV 방송허가 - 정보통신부(현 방송통신위원회 및 과학기술정보통신부) (호출부호 HLCG-TV / 주파수: 춘천 UHF57, 원주 UHF54, 강릉 UHF36 )
- 2001년 12월 1일 시험방송
- 2001년 12월 15일 GTB TV개국

### 기반구축기
- 2002년 6월 13일 한·일 우호협정체결 - HTB 홋카이도TV방송
- 2002년 10월 14일 삼척 봉황산중계소 허가 (주파수 UHF 50)
- 2002년 11월 11일 디지털TV방송 허가추천 - 방송위원회(현 방송통신심의위원회)
- 2003년 1월 20일 삼척 봉황산중계소 시험방송
- 2003년 1월 27일 GTB-FM방송 허가추천 - 방송위원회(현 방송통신심의위원회)
- 2003년 1월 30일 삼척 봉황산중계소 본방송 개시
- 2003년 5월 15일 GTB-FM방송 허가 - 정보통신부(현 방송통신위원회 및 과학기술정보통신부) (호출부호 HLCG-FM)
- 2003년 6월 7일 디지털TV 방송국 허가 (주파수 : 화악산 CH44, 대룡산 CH16)
- 2003년 6월 10일 GTB-FM방송 괘방산중계소 허가 - 강원체신청
- 2003년 9월 8일 GTB Fresh-FM 라디오 시험방송 개시
- 2003년 10월 10일 GTB Fresh-FM 라디오 개국(주파수: 춘천권 105.1㎒, 강릉권 106.1㎒)
- 2004년 2월 16일 태백지국 개소
- 2004년 8월 10일 시·군지역 DTV방송국 추천 허가추천 - 방송위원회(현 방송통신심의위원회)
- 2004년 12월 10일 GTB-TV방송 재허가 추천 - 방송위원회(현 방송통신심의위원회)
- 2004년 12월 28일 GTB-TV방송 재허가 - 정보통신부(현 방송통신위원회 및 과학기술정보통신부)

### 성장발전기
- 2005년 3월 28일 시·군지역 DTV지상파방송국 허가 - 정보통신부 (주파수: 백운산 CH56, 태기산 CH68, 괘방산 CH16)
- 2005년 5월 10일 GTB Fresh-FM 방송 대룡산중계소 변경허가 추천 - 방송위원회 (현 방송통신심의위원회)
- 2005년 6월 1일 DTV 개국 (춘천권)
- 2005년 11월 23일 GTB-FM방송 재허가 추천 - 방송위원회(현 방송통신심의위원회)
- 2005년 12월 14일 GTB-FM방송 재허가 - 정보통신부(현 방송통신위원회 및 과학기술정보통신부)
- 2006년 1월 1일 DTV 개국 (원주권, 강릉권)
- 2006년 12월 27일 강원권역 지상파 이동멀티미디어방송(DMB) 허가추천 사업자 선정 - 방송위원회 (현 방송통신심의위원회)
- 2007년 3월 27일 강원권역 지상파 이동멀티미디어방송(DMB) 허가추천 - 방송위원회 (현 방송통신심의위원회)
- 2007년 5월 2일 GTB지상파 DMB방송국 허가 - 정보통신부(현 방송통신위원회 및 과학기술정보통신부)
- 2007년 12월 11일 GTB-TV, DTV, FM방송 재허가 추천
- 2007년 12월 31일 GTB-TV, DTV, FM방송 재허가
- 2008년 2월 29일 GTB TV DTV FM DMB 강원민방 - 방송통신위원회
- 2008년 6월 25일 원주권 FM 중계소 허가 신청
- 2008년 6월 30일 춘천권 지상파 DMB 개국
- 2009년 2월 23일 GTB Fresh-FM 원주중계소 허가 (103.1MHｚ) 원주, 횡성 일부 - 방송통신위원회
- 2009년 6월 1일 GTB Fresh-FM 원주권 개국(FM 103.1MHz)
- 2010년 5월 1일 업무협력에 관한 양해각서 체결 (베트남 QTV)
- 2010년 6월 16일 업무협력에 관한 양해각서 체결 (원주영상미디어센터)
- 2010년 12월 31일 GTB-TV, DTV, FM, DMB 방송 재허가 - 방송통신위원회

### 변혁기(도약기)
- 2011년 3월 28일 제3대 대표이사 김영철 사장 취임
- 2011년 4월 13일 방송교류 협력의향서 체결(국회사무처)
- 2011년 7월 30일 GTB Fresh-FM 함백산중계소 시험방송 개시
- 2011년 10월 10일 사명을 주식회사 강원민방에서 G1(Gangwon No.1 Broadcasting)으로 사명 변경
- 2011년 11월 23일 일본 NKT와 업무협력에 관한 MOU 체결
- 2011년 12월 15일 G1 DMB 백운산중계소, 괘방산중계소 개국
- 2011년 12월 16일 G1 Fresh-FM 함백산중계소 개소 (주파수 : 태백.삼척 99.3㎒)
- 2012년 5월 30일 '행복나눔 N' 캠페인 협약서 체결 (보건복지부, 한국사회복지협의회)
- 2012년 8월 23일 DTV 중계소 개소 (삼척)
- 2012년 9월 1일 G1 Fresh-FM 태기산중계소 개소 (주파수 : 평창.횡성.영월.정선 88.3㎒)
- 2012년 10월 25일 지상파 아날로그 TV방송 종료
- 2012년 10월 29일 G1 TV 24시간 종일방송 실시
- 2012년 12월 5일 DTV 중계소 개소 (태백, 홍천)
- 2012년 12월 10일 DMB 중계소 개소 (횡성)
- 2013년 5월 16일 '문화(티켓)기부' 협약서 체결(강원명진학교, 원주시사회복지협의회, 강릉종합사회복지관)
- 2013년 6월 24일 평창비엔날레 주관방송 MOU 체결
- 2013년 6월 25일 DMB 중계소 개소 (속초, 삼척)
- 2013년 12월 6일 FM 중계소 개소 (횡성)
- 2014년 12월 4일 우호교류협력에 대한 양해각서 체결(중화인민공화국 CCTV 닷컴 한국어방송)
- 2015년 12월 8일 DTV 중계소 개소 (속초)
- 2016년 3월 29일 제4대 대표이사 조남현 사장 취임
- 2016년 7월 29일 G1 Fresh-FM 청대산중계소 개소 (주파수 : 속초시, 고성군, 양양군 101.3㎒)
- 2017년 12월 29일 UHD 개국 (강릉, 평창)
- 2018년 3월 13일 제5대 대표이사 허인구 사장 취임.

### UHD 시대
- 2017년 12월 29일 G1 UHD TV 방송개국.
- 2021년 1월 4일 방송국 명칭을 G1강원민방에서 G1방송으로 변경
- 2021년 3월 2일 ㈜지원방송으로 사명 변경
- 2023년 10월 11일 창사 22주년 기념식 개최
- 2024년 3월 19일 제6대 대표이사 전종률 사장 취임

## 방송 정보

### 캐치프레이즈
- 인간, 미래, 자연, 문화 등을 생각하는 방송!!& 강원사랑 좋은방송!!& 강원도대표방송 G1

### 로고송
- GTB 강원민방 로고송

- 강원사랑 열린방송 GTB (지티비) (2001년 12월 15일부터 2004년까지)
- 강원사랑 열린방송 우리의 GTB (지티비) (2001년 12월 15일부터 2004년까지)
- 여러분을 사랑합니다 열린 방송 GTB (지티비) 젊음을 느껴보세요 강원민방 GTB (지티비) (2000년대 초중반)
- 강원사랑 열린방송 GTB (지티비) 강원민방 (2004년부터 2011년 10월 9일까지)
- 강원사랑 열린방송 우리의 GTB~! (지티비) (2004년부터 2011년 10월 9일까지)

- G1방송 로고송

- 사랑해요 강원 좋은 방송 (굿 그레이트 글로벌)(Good Great Global) 아~ G1 (지원) (2011년 10월 10일 ~ 현재)
- 사랑해요 강원 좋은 방송 (강원도 대표방송) 아~ G1 (지원) (2011년 10월 10일 ~ 현재)

### 로고멘트
- Global 1 Broadcasting G1 또는 G1 방송

### CI 변천사

GTB강원민방 2001년 12월 15일 ~ 2011년 10월 9일
G1 2011년 10월 10일 ~ 2020년 12월 31일
G1방송 2021년 1월 1일 ~ 현재

## 조직
- 대표이사 사장 - 직속 시청자 위원회
  - 방송사업본부 - 광고사업국, 편성제작국, 보도국
    - 광고사업국 - 광고심의팀, 방송사업팀
    - 보도국 - 취재팀, 영상취재팀
    - 편성제작국 - 편성제작팀, 기획제작팀, 영상제작팀

  - 영서지사
  - 영동지사
  - 서울지사
  - 경영지원본부 - 경영국, 기술국
    - 경영국 - 경영팀, 정책팀
    - 기술국 - 기술팀

## TV 방송
2001년 8월 정보통신부로부터 허가를 받고 12월 1일 시험방송을 거쳐 12월 15일, 강원민방의 TV방송이 개국하면서 강원도 민영방송의 역사가 시작되었다. 이어 2005년 6월 1일에는 디지털TV 방송을 개국하였으며, 방송망을 강원도 전역으로 점차 확대하고 있다. KBS의 지역국과 MBC 계열국에 비하면 방송 송출 권역이 상대적으로 좁은 편으로, 강원도 영서, 영동 권역과 경기도 동부, 충북 북부 일부와 경북 북부 일부를 방송권역으로서 방송 중이다. 2021년 1월 4일부터 G1강원민방 TV에서 G1방송 TV로 변경하였다.

### TV 프로그램
자체 방송 프로그램의 의무 편성 비율은 23%다.

#### 방송 프로그램
뉴스·보도
문화·예능
- 전국 TOP 10 가요쇼 (CJB 제작)
- 열린 예술무대 뒤란 (ubc 제작)
- 네모세모 (ubc 제작)

시사교양
- 최강 1교시 (KNN TV 제작)
- 강원매거진 7
- 이야기 구구절절 2
- 팔도강산 고고
- TV홈닥터 더 나은 클리닉 (개그우먼 박소영 진행)
- G1 열린TV 시청자세상 (김우진, 강민주 아나운서 진행)

정보·다큐
- 네트워크 현장 고향이 보인다 (SBS 제작, 김우진, 강민주 아나운서 진행)
- 테마스페셜 (TBC 제작)
- 화첩기행 (TJB 제작)

### 방송 송출 시설망
- 호출부호 : HLCG-DTV
- 가상채널 : 6-1

| 송신소        | UHD      | UHD   | HD                               | HD    | 송신소 위치                      |
| 송신소        | 물리채널 | 출력  | 물리채널                         | 출력  | 송신소 위치                      |
| ------------- | -------- | ----- | -------------------------------- | ----- | -------------------------------- |
| 화악산 송신소 |          |       | CH 40                            | 2.5㎾ | 경기 가평군 북면 화악2리 228-15  |
| 대룡산 중계소 | CH 16    | 1㎾   | 강원 춘천시 동내면 고은리 산1-2  |       |                                  |
| 다목리 소출력 | CH 40    | 0.05W | 강원 화천군 상서면 다목리        |       |                                  |
| 원천리 소출력 | CH 40    | 0.05W | 강원 화천군 하남면 원천리        |       |                                  |
| 강촌 소출력   | CH 40    | 0.05W | 강원 춘천시 남산면 강촌리        |       |                                  |
| 서천 소출력   | CH 40    | 0.05W | 강원 춘천시 남산면 서천리        |       |                                  |
| 홍천 중계소   | CH 47    | 20W   | 강원 홍천군 홍천읍 갈마곡리 산68 |       |                                  |
| 백운산 중계소 | CH 50    | 1㎾   | 강원 원주시 판부면 신촌리 산80   |       |                                  |
| 매지 소출력   | CH 50    | 0.05W | 강원 원주시 흥업면 매지리        |       |                                  |
| 태기산 중계소 | CH 34    | 2kW   | CH 36                            | 1㎾   | 강원 횡성군 태기면 둔방내리      |
| 둔내 소출력   |          |       | CH 36                            | 0.05W | 강원 횡성군 둔내면 둔방내리      |
| 괘방산 중계소 | CH 55    | 4kW   | CH 16                            | 2㎾   | 강원 강릉시 강동면 정동진리 산19 |
| 청대산 중계소 |          |       | CH 25                            | 20W   | 강원 속초시 도문동 산151         |
| 대관령 중계소 | CH 34    | 300W  |                                  |       | 강원 평창군 대관령면 횡계리 산1  |
| 초록봉 중계소 |          |       | CH 44                            | 1㎾   | 강원 동해시 비천동 산5-1         |
| 봉황산 중계소 | CH 37    | 90W   | 강원 삼척시 정상동 산41          |       |                                  |
| 함백산 중계소 | CH 16    | 500W  | 강원 태백시 황지동 660           |       |                                  |
| 통리 소출력   | CH 16    | 0.05W | 강원 태백시 통동 69-8            |       |                                  |
| 증산 소출력   | CH 16    | 0.05W | 강원 정선군 남면 무릉리          |       |                                  |

아날로그TV
- 호출부호 : HLDQ-TV

| 송신소        | 채널  | 출력 | 송신소 위치                      |
| ------------- | ----- | ---- | -------------------------------- |
| 화악산 송신소 | CH 57 | 30㎾ | 경기 가평군 북면 화악2리 228-15  |
| 백운산 중계소 | CH 54 | 10㎾ | 강원 원주시 판부면 신촌리 산80   |
| 괘방산 중계소 | CH 36 | 10㎾ | 강원 강릉시 강동면 정동진리 산19 |
| 초록봉 중계소 | CH 50 | 5㎾  | 강원 동해시 비천동 산5-1         |

## 라디오 방송

### Fresh FM
2003년 5월 15일 방송허가를 받은 후, 같은 해 10월 10일 대룡산송신소(강원 북서권)와 괘방산중계소(강릉권)에서의 방송을 송출하면서 개국됐다. SBS와 라디오 네트워크 협정을 맺고 SBS 파워FM의 프로그램을 70~80% 비율로 편성하고 있다.
2009년 6월 1일에는 원주권, 2011년 12월 16일에는 태백 함백산 중계소(영동내륙 남부), 2012년 9월 1일에는 횡성 태기산 중계소(평창, 횡성, 영월, 정선권), 2016년 7월 29일에는 속초 청대산 중계소(속초, 고성, 양양) 지역을 설치하면서 가청권역을 점진적으로 확대해 나가는 중이다.

### 방영 프로그램
| 프로그램명               | 방송 시간                                                 | 진행자                    |
| ------------------------ | --------------------------------------------------------- | ------------------------- |
| 김우진의 예감 좋은 날    | 매일 아침 9시 ~ 11시                                      | 김우진                    |
| 매일 그대와 이가연입니다 | 매일 오전 11시 ~ 12시 (본방송) 매일 밤 1시 ~ 2시 (재방송) | 이가연                    |
| 밤&                      | 매일 밤 자정 ~ 1시                                        | 강민주                    |
| 뮤직블로그               | 평일 새벽 2시 ~ 4시 주말 새벽 2시 ~ 3시                   | 1부(박진형), 2부 (김우진) |

### 방송 송출 시설망
| G1 Fresh FM   | G1 Fresh FM | G1 Fresh FM | G1 Fresh FM | G1 Fresh FM                        | G1 Fresh FM | G1 Fresh FM |
| 송신소        | 주파수      | 출력        | 호출부호    | 송신소 위치                        | 비고        |             |
| ------------- | ----------- | ----------- | ----------- | ---------------------------------- | ----------- | ----------- |
| 윗도골 중계소 | FM 103.1㎒  | 500W        | HLCG-FM     | 강원 원주시 소초면 장양리 산76-39  |             |             |
| 대룡산 송신소 | FM 105.1㎒  | 3㎾         | HLCG-FM     | 강원 춘천시 동내면 고은리 산1-2    |             |             |
| 괘방산 중계소 | FM 106.1㎒  | 1㎾         | HLCG-FM     | 강원 강릉시 강동면 정동진리 산19-1 |             |             |
| 함백산 중계소 | FM 99.3㎒   | 100W        | HLCG-FM     | 강원 태백시 황지동 660             |             |             |
| 횡성 중계소   | FM 88.3㎒   | 100W        | HLCG-FM     | 강원 횡성군 둔내면 태기리 산1-5    |             |             |
| 방림 중계소   | FM 90.5㎒   | 100W        | HLCG-FM     | 강원 평창군 평창읍 하리 산1-5      |             |             |
| 속초 중계소   | FM 101.3㎒  | 100W        | HLCG-FM     | 강원 속초시 도문동 산151           |             |             |

### 제공 시보
- 하나리움
- 별난 개와 고양이 춘천, 원주점

## 라디오 주파수
- 원주 103.1, 춘천 105.1, 강릉 106.1, 태백 99.3, 평창 88.3, 평창 방림 90.5, 속초 101.3 G1 Fresh FM HLCG

## 라디오 시보 멘트
- G1 Fresh FM이 ○○시를 알려드립니다.
- (광고주)가(이) ○○시를 알려드립니다.

### 라디오 로고송
- GTB 시절에는 "새롭고 신선한 방송 여러분의 GTB 프레시 FM입니다."가 사용되었다.
- 강원사랑 열린방송 우리의 Fresh-FM
- (내가 좋아 언제나 상큼한 내가 좋아 내가 있어 항상 나는 오 그대여) GTB Fresh FM과 함께
- 진실을 봐요 함께 나눠 봐요 Hi Fresh FM
- 신선한 라디오 Fresh FM, Listen to the Radio Fresh FM!
- Fresh (강원도대표) G1FM, 신선한 G1방송 들어요 Fresh FM!
- 강원도 대표 Fresh 강원도 대표 G1 FM 신선한 G1 방송 들어요 Fresh FM!
- 사랑해요 강원 좋은 방송 (강원도 대표방송) 아~ (강원~) G1 (지원)[1]
- 힘든세상 어렵다고 찡그리며 살지마요 살맛나는 얘기들이 여기바로 있잖아요 하하하하 웃어봐요 우리한번 웃어봐요 하하하하 Fresh FM 하하하하 웃어봐요 Fresh FM 하하하하 Fresh FM
- 살맛 나는 인생 Fresh FM
- (Radio Radio Listen to the Radio 행복한 오늘은 Fresh FM) Radio  Radio Listen to the Radio 신선하고 상큼한 우리의 Fresh FM!
- (Hey yo ready todays? come on!) 아름다운 아가씨 내 얘길 들어봐요 즐거운 얘길 해줄께요 그대 만큼 상큼한 얘길 해줄게요 즐거운 얘길 해줄께요 즐거움이 살아 있는 나의 Fresh FM 즐거움이 살아 있는 나의 Fresh FM 즐거움이 살아 있는 나의 Fresh FM 즐거움이 살아 있는 나의 Fresh FM

## 직원 현황 (2025년 기준)
- 경영지원본부장 - 김대환
- 방송사업본부장 - 김형기
- 마케팅전략실장 - 허정구
- 경영팀 - 정종일(팀장), 선주복, 김성진, 김정하, 박창민, 박민영, 곽근아, 박진수
- 정책심의팀 - 이관우(팀장)
- 방송사업팀 - 이광구(팀장), 김규리, 홍민호, 류선미, 안형록, 박경민, 이병규
- 광고홍보팀 - 한봉규(팀장), 이지혜
- 편성제작국장 - 김태정
- 편성제작팀 - 신익균(팀장), 홍대선, 김명하, 손승원, 안원성, 유진태,  박주미, 김동영, 김민석, 이수인, 구병재, 정의정, 신규섭, 함성호
- 아나운서 - 김우진, 강민주, 이가연, 박진형
- 영상팀 - 박종현(팀장), 하정우, 신현걸, 김종석, 김상민, 이정석, 서진형, 송승원
- 보도국장 - 홍서표
- 취재팀 - 이종우, 이민석, 최경식, 박명원, 모재성, 김이곤, 남용우, 김윤지, 주병준
- 서울지사 - 김도환(지사장), 심덕헌
- 영서지사 - 정동원(지사장), 박성준, 정창영, 송승원, 이락춘, 이광수
- 영동지사 - 김근성(지사장), 김기태, 송혜림, 김도운, 권순환, 원종찬
- 기술국장 - 김정섭
- 기술팀 - 남찬희(팀장), 윤종익, 박준택, 신호열, 최진녕, 김동현, 최인순, 최중관, 이주영, 김영민, 엄대현, 이대근, 유호현, 선우건휘

## 해외 제휴국
- 일본 홋카이도 TV 방송
- 베트남 꽝닌 미디어 그룹(QMG)
- 러시아 OTB 방송사
- 중화인민공화국 CCTV.Com 한국어방송

## 참조
1. ↑  (강원도 대표방송) 부분은 대부분 생략한다.